# Хохлова, Ольга Степановна
Ольга Степа́новна Хохло́ва (она же Ольга Руис-Пикассо, исп. Olga Ruiz Picasso; 17 июня 1891 года, Нежин, Черниговская губерния, Российская империя — 11 февраля 1955 года, Канны, Франция) —  русская балерина, артистка «Русского балета» Дягилева, первая жена Пабло Пикассо и мать его старшего сына Пауло.

## Биография

Пабло Пикассо и Ольга, Антибы, 1925 год

Пабло Пикассо, Ольга, Пауло, Антибы, 1924 год

Ольга Хохлова родилась 17 июня 1891 года в семье полковника Русской императорской армии Степана Васильевича Хохлова и его супруги Лидии Зинченко в городе Нежине. Она хотела стать балериной с того момента, как посетила Францию и увидела представление мадам Шрёссонт. Училась в Петербурге в частной балетной школе.
С 1915 года Ольга стала танцовщицей «Русского балета» Сергея Дягилева.
18 мая 1917 года она танцевала на премьере балета «Парад» в театре Шатле. Балет был создан Сергеем Дягилевым, Эриком Сати и Жаном Кокто, а Пабло Пикассо отвечал за костюмы и оформление декораций. Вскоре после того, как они познакомились, группа отправилась на гастроли в Южную Америку, а Ольга поехала с Пикассо в Барселону. Художник представил её своей семье. Его мать сначала была встревожена решением сына жениться на иностранке, и поэтому художник для матери исполнил портрет Хохловой в испанском наряде. Позднее они вернулись в Париж и начали совместную жизнь в доме на улице Бёти.
Ольга и Пабло обвенчались 18 июня 1918 года в Париже в православном соборе Александра Невского. Жан Кокто и Макс Жакоб были свидетелями на свадьбе. После свадьбы, и до смерти она носила фамилию Пикассо. После замужества по настоянию мужа прекратила балетную карьеру.
В июле 1919 года они отправились в Лондон на очередную премьеру «Русского балета» — балет «Треуголка», для которого Пикассо создавал костюмы и декорации. Балет также был показан в Альгамбре в Испании и имел большой успех в Парижской опере в 1919 году. Супруги Пикассо были счастливы в браке и часто участвовали в публичных мероприятиях и вращались в высших кругах Франции.
4 февраля 1921 года у Ольги и Пабло родился сын Пауло (Павел, Поль).
С 1927 года отношения супругов начали стремительно ухудшаться. В 1927 году Пикассо начал встречаться с 17-летней француженкой Марией-Терезой Вальтер. В 1935 году Ольга узнала от друга об этом романе мужа, а также о том, что Мария-Тереза ожидала ребёнка. Дочь Пикассо и Вальтер родилась в 1935 году. Взяв с собой Пауло, Ольга немедленно разорвала отношения с мужем, выехала на юг Франции и подала на развод. Пикассо отказался делить имущество поровну, как того требовал заключённый между ними брачный договор, и поэтому Ольга оставалась его законной женой до самой смерти. Ольга Хохлова до смерти считала себя законной женой Пабло и состояла с ним в семейной переписке, по воспоминаниям Франсуазы Жило.
Старшая сестра — Нина Степановна Хохлова была замужем за генерал-лейтенантом танковых войск Владимиром Степановичем Тамручи.
Ольга Степановна Пикассо умерла от рака в 1955 году в Каннах и была похоронена на местном кладбище Гран-Жас.

## Потомки

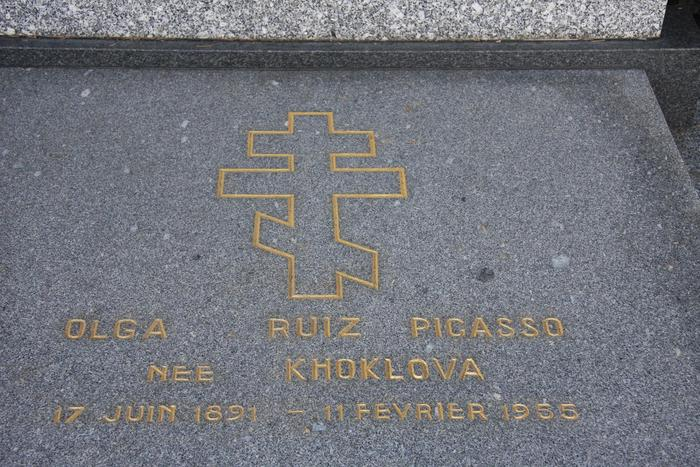
Памятник на кладбище Гран-Жас, в Каннах

Пауло (4 февраля 1921 — 5 июня 1975 года) был женат на Эмильенн Лотт. У них было двое детей: Паблито (5 мая 1949 года — 2 июля 1973 года, покончил жизнь самоубийством) и Марина (род. 14 ноября 1950 года).

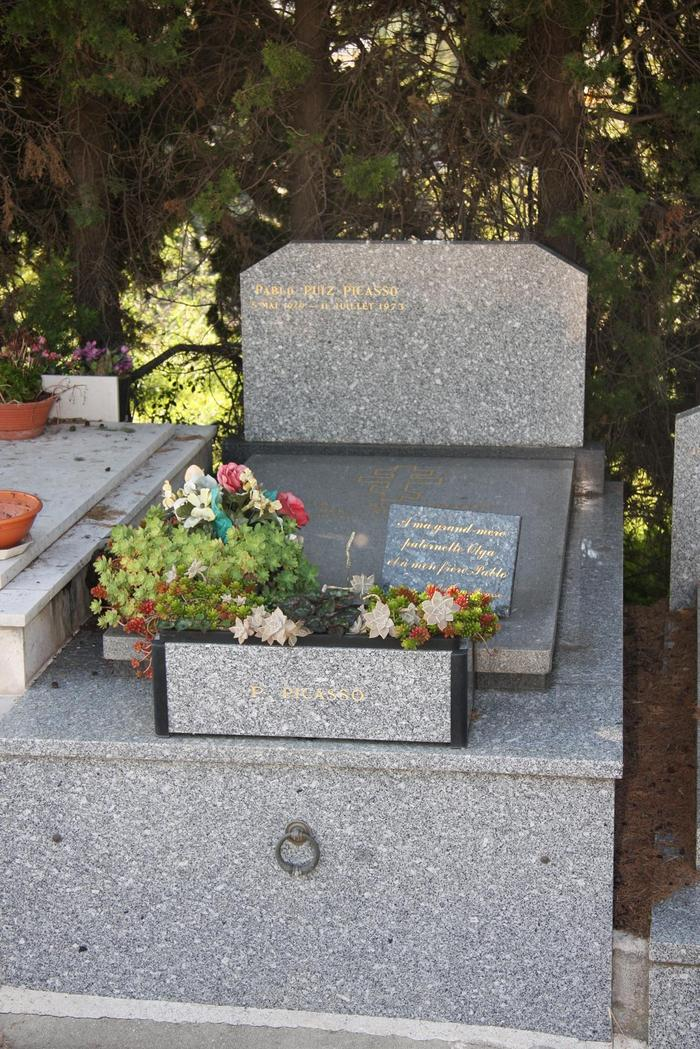
Памятник на кладбище Гран-Жас, в Каннах

В 1990 году Марина Пикассо основала сиротский приют в округе Ту Дук (бывшая военная база во Вьетнаме). Приют был назван «Деревня юности» и финансировался на деньги, полученные Мариной по наследству от её знаменитого деда Пабло Пикассо. Фонд Марины также организовал рытьё колодцев во внутренних районах страны, шлёт партии молока приютам и больницам, а также субсидирует сельское хозяйство.
Вторая жена Пауло, Кристина Руиз-Пикассо, родила ему сына, Бернарда, с которым она открыла музей Пикассо в Малаге, Испания.

## В художественной литературе
- Акунин, Борис. Русский в Англии. Самоучитель по беллетристике. — Альпина Паблишер, 2022. — ISBN 978-5-9614-7368-1.